# Phalanstère de Scaieni
 (mars 2024).
Si vous disposez d'ouvrages ou d'articles de référence ou si vous connaissez des sites web de qualité traitant du thème abordé ici, merci de compléter l'article en donnant les références utiles à sa vérifiabilité et en les liant à la section « Notes et références ».
 (mai 2025).
Le phalanstère de Scaieni est un phalanstère, une association inspirée de la doctrine utopique de Charles Fourier. Transposé dans la réalité en 1835, par Teodor Diamant sur les terres du noble Manolache Bălăceanu, dans la ville de Scăieni, dans le département de Prahova, en Valachie (qui fait aujourd'hui partie de la commune de Boldești-Scăeni), le phalanstère est fermé au bout d'un an par les autorités.
En 1979, un film intitulé Falansterul, réalisé par Savel Stiopul, présente l'expérience d'un point de vue communiste. 